# اوتو کونراد
اوتو کونراد (آلمانی: Otto Konrad؛ زادهٔ ۱ نوامبر ۱۹۶۴) بازیکن سابق و مربی فوتبال اهل اتریش است.
از باشگاه‌هایی که در آن بازی کرده‌است می‌توان به باشگاه فوتبال ردبول زالتسبورگ، باشگاه فوتبال اشتورم گراتس، باشگاه فوتبال رئال ساراگوسا، باشگاه فوتبال گراتس، باشگاه فوتبال آستریا زالتسبورگ، و باشگاه فوتبال دی اس وی لئوبن اشاره کرد.
وی همچنین در تیم ملی فوتبال اتریش بازی کرده‌است.